# Gerhard Stenzel
Gerhard Stenzel (* 31. August 1914 in Vápenná; † 18. November 2005 in Elsbethen) war ein österreichischer Schriftsteller.

## Leben
Gerhard Stenzel war Lektor und Verlagsleiter. Er war Herausgeber der Bergland-Buch-Klassiker und der Schriftenreihe Denker. Er verfasste Werkinterpretationen und Lebensdarstellungen und Bücher zu Österreich.

## Publikationen
- Die deutschen Romantiker. Bearbeitet und gedeutet für die Gegenwart. 2 Bände, Stuttgarter Hausbücherei, Lizenzausgabe im Verlag Bergland-Buch, Stuttgart 1958.
- Wien, wie es wurde. Im Auftrag der Erste österreichische Spar-Casse, Verlag Das Berglandbuch, Salzburg 1971.
- Wien rings um Wien. Der Wiener Schuljugend gewidmet, Idee, Titel und Gestaltung von Hans Martinek, Erste österreichische Spar-Casse, Wien 1972.
- Im Flug über Österreich. 100 Flugbilder von Lothar Beckel. Müller, Salzburg 1973, ISBN 3-7013-0489-0.
- Oberösterreich im Flug. Flugbilder von Lothar Beckel. Müller, Salzburg 1974, ISBN 3-7013-0506-4.
- Österreich. Aufnahmen von Otto Ziegler. Bildband, Texte von Gerhard Stenzel, Übertragung ins Englische von Frances Martin, Übertragung ins Französische von Gaby Hohenwart, Stürtz, Würzburg 1975, ISBN 3-8003-0088-5.
- Im Flug über Salzburg. Stadt und Land. Flugbilder von Lothar Beckel. Müller, Salzburg 1975, ISBN 3-7013-0523-4, 3. Auflage 1979.
- Von Schloss zu Schloss in Österreich. Mit Flugbildaufnahmen von Lothar Beckel. Bildband, Kremayr & Scheriau, Wien 1976, ISBN 3-218-00288-5.
- Von Stift zu Stift in Österreich. Mit Flugbildaufnahmen von Lothar Beckel. Kremayr & Scheriau, Wien 1977, ISBN 3-218-00298-2.
- Von Burg zu Burg in Österreich. Mit Flugbildaufnahmen von Lothar Beckel. Kremayr & Scheriau, Wien 1978, ISBN 3-218-00278-8.
- Von Stadt zu Stadt in Österreich. Mit Flugbildaufnahmen von Lothar Beckel. Kremayr & Scheriau, Wien 1979, ISBN 3-218-00327-X.
- Das Dorf in Österreich. Mit Photos von Lothar Beckel und Lorenz Schönmann, Luftaufnahmen von Lothar Beckel freigegeben vom Bundesministerium für Landesverteidigung, Dorflandschaften und Personen aufgenommen mit Kodachrome 64 von Lorenz Schönmann, Kremayr & Scheriau, Wien 1984, ISBN 3-218-00402-0, Lizenzausgabe für die Buchgemeinschaft Donauland, Kremayr & Scheriau, Wien 1985.